# Hebeloma aestivale
Hebeloma aestivale là một loài nấm thuộc họ Hymenogastraceae.